# Ferdinand Ascherson
Karl Eduard Ferdinand Ascherson, född den 10 december 1832 i Berlin, död där den 15 januari 1904, var en tysk klassisk filolog. Han var bror till Paul Friedrich August Ascherson. 
Ascherson studerade från 1851 klassisk filologi vid universiteten i Berlin för August Boeckh och i Bonn för Friedrich Gottlieb Welcker och Friedrich Ritschl. I Berlin promoverades han 1856 till filosofie doktor. Åren 1859–1895 var han bibliotekarie vid universitetsbiblioteket i Berlin, från 1888 med professors titel. Han var grundare och utgivare av Deutscher Universitäts-Kalender.